# Árni Magnússon
Árni Magnússon (Kvennabrekka, 13 novembre 1663 – Copenaghen, 7 gennaio 1730) è stato un letterato islandese, collezionista di manoscritti.

## Biografia
Si trasferì in Danimarca nel 1682 come studente e discepolo del dotto studioso danese Thomas Bartholin, stabilendovisi definitivamente nel 1701, quando ottenne una cattedra all'Università di Copenaghen. Appassionato archivista, Magnússon iniziò a collezionare manoscritti islandesi antichi riuscendo a realizzare nel corso degli anni una raccolta di oltre 2000 codici di notevole valore storico, letterario e artistico. La collezione venne conservata nei depositi dell'Università di Copenaghen e successivamente nella Biblioteca Reale Danese, sempre a Copenaghen, per essere, infine, ceduta in larga parte all'Islanda il 21 aprile 1971, andando a costituire la collezione dell'istituto islandese a lui intitolato.